# 孔多里略山
14°49′56″S 72°28′8″W / 14.83222°S 72.46889°W
孔多里略山（Kunturillu），是秘魯的山峰，位於該國南部阿雷基帕大區的拉烏尼翁省，屬於安第斯山脈的一部分，處於庫爾帕庫喬山和米納斯尼約克山西南面和普卡蘭拉山東北面，海拔高度約5,100米。